# ゾーン・ルージュ
座標: 北緯50度22分 東経2度48分 / 北緯50.36度 東経2.80度

戦後直後の状況を示す地図：完全に破壊された地域は赤で、大きな損害を受けた地域は黄色で、中程度の損害を受けた地域は緑で、損害のない地域は青で表示されている。

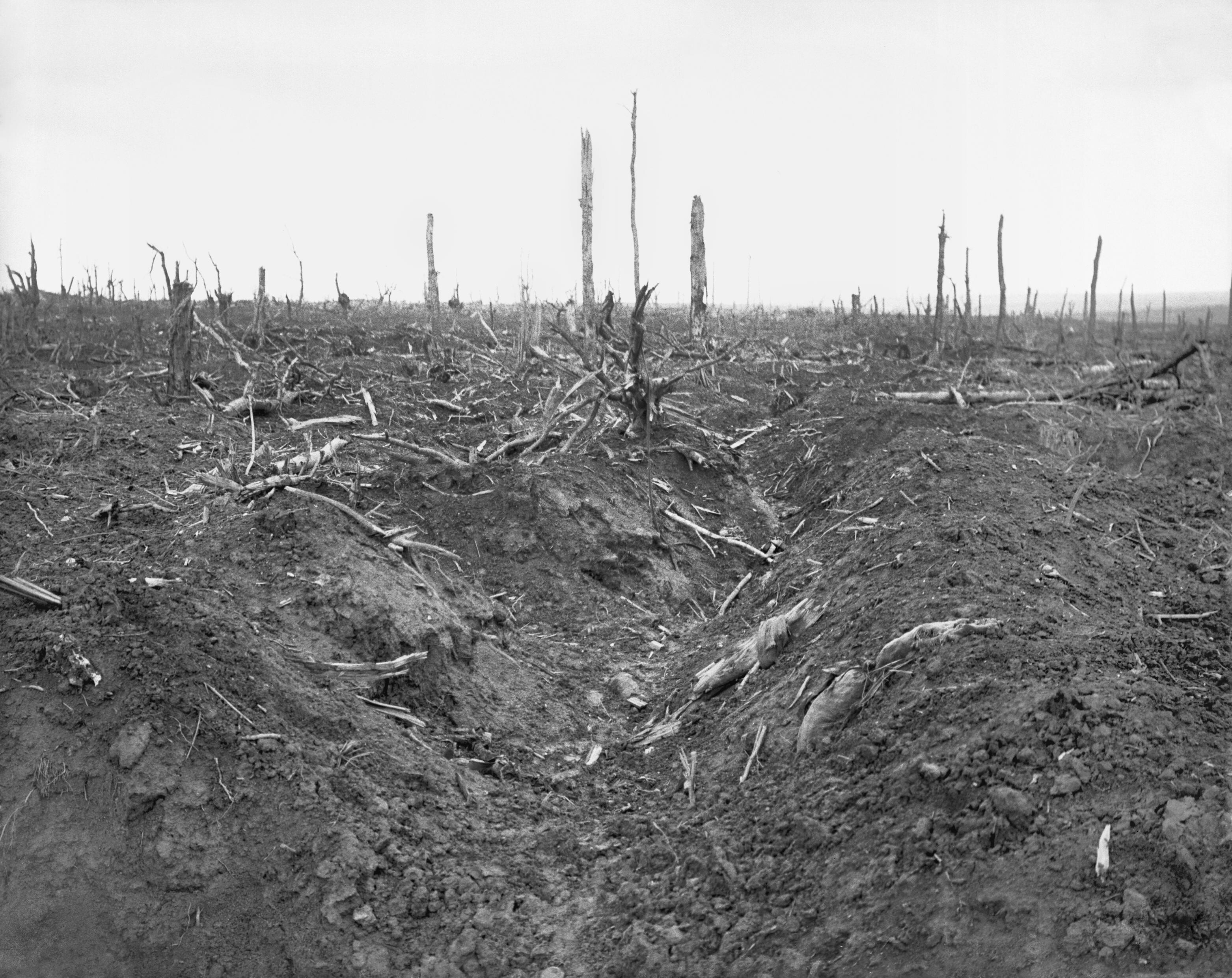
ロンゲヴァル（ソンム）近くのデルヴィル・ウッドにあるドイツ軍の塹壕。1916年にレッドゾーンで破壊された。

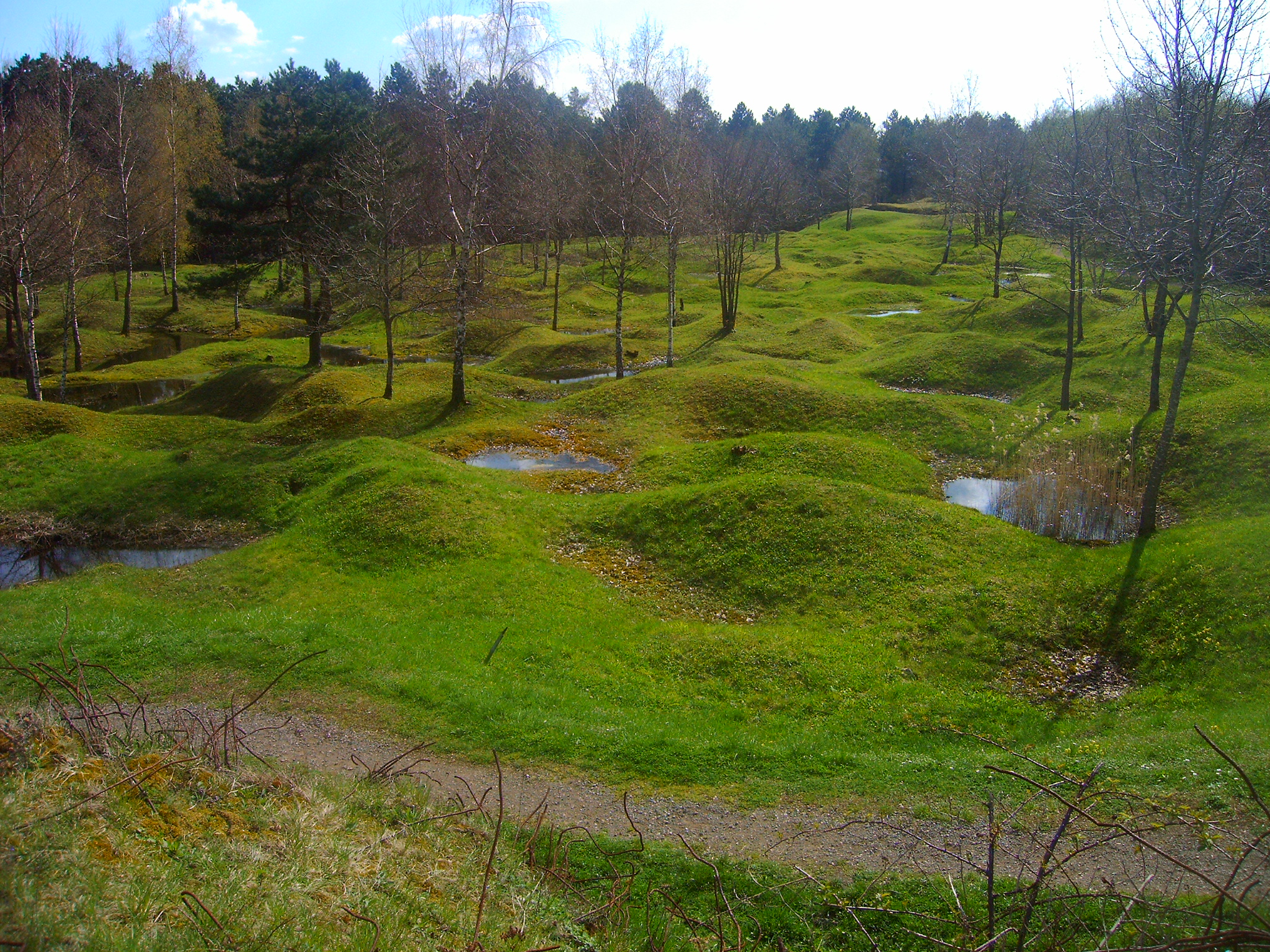
ヴェルダンの戦場 (2005年)

ゾーン・ルージュ（フランス語：Zone rouge、英語：Red Zone）は、フランス政府が第一次世界大戦後に隔離したフランス北東部全域にわたる不連続な地域の一群である。元々1,200平方キロメートル (460 平方マイル) 以上の広さがあったこの土地は、紛争によって物理的および環境的に被害が大きすぎて人間が居住できないと判断された。かつての戦場をすぐに浄化しようとするのではなく、土地は自然に戻ることが許された。ゾーン・ルージュ内の制限は現在も存在するが、規制区域は大幅に縮小された。
戦争直後、ゾーン・ルージュは「完全に破壊された。財産被害：100%。農業被害：100%。清掃不可能。人間の生活は不可能」と定義された。
フランスの法律では、大量の人間や動物の遺体、そして何百万個もの不発弾が土地を汚染していたため、ゾーン・ルージュでの住宅、農業、林業などの活動は一時的または永久的に禁止されていた。戦後、一部の町や村は再建が許可されなかった。

## 主な危険
この地域は不発弾（ガス弾を含む）、手榴弾、錆びた弾薬で埋め尽くされている。土壌は鉛、水銀、塩素、ヒ素、さまざまな危険なガス、酸、人間や動物の死骸でひどく汚染されていた。この地域には弾薬庫や化学工場も散在していた。西部戦線の土地は古い塹壕や砲弾の穴で覆われている。
毎年、無数の不発弾が第一次世界大戦の戦場跡から回収され、これは「鉄の収穫」と呼ばれている。2014年の報道で、ゾーン・ルージュの土地管理を担当するフランスの機関、フランス民間防衛局(Sécurité Civile)によると、現在のペースでは、地域を完全にクリーンにするにはさらに700年かかるという。2005年から2006年に行われたいくつかの実験では、最も汚染が深刻な地域の土壌の表層15センチメートル（5.9インチ）に、1ヘクタールあたり最大300個（1エーカーあたり120個）の砲弾が発見された。フランス内務省によると、1945年から2014までに632人の爆発物処理隊員が死亡した。また、民間の砲弾収集家による事故も後を絶たない。
植物の99%が今も枯死している地域（例えば、イープルとヴォーヴルに近い2つの小さな土地）は、1920年代に熱処理によってヒ素系の砲弾が破壊されたため、土壌サンプル中のヒ素含有量が1キログラムあたり最大175,907ミリグラムに達し、立ち入り禁止のままとなっている。